# مهدي أميني
مهدي أميني (16 مايو 1996 بفلاورجان في إيران - ) هو لاعب كرة قدم إيراني في مركز حراسة المرمى.

## وصلات خارجية
- مهدي أميني على موقع قاعدة بيانات كرة القدم.إي يو (الإنجليزية)
- مهدي أميني على موقع Soccerway.com (الإنجليزية)
- مهدي أميني على موقع عالم كرة القدم.نت (الإنجليزية)